# Communauté de communes du pays de Pont-de-Roide
La communauté de communes du pays de Pont-de-Roide est une ancienne communauté de communes française située dans le département du Doubs et la région Bourgogne-Franche-Comté.

## Historique
La communauté de communes naît le 1er janvier 2013 du regroupement des onze dernières communes du département restées non-membres d'un EPCI jusqu'alors,. Dès la création, une douzième commune demande à rejoindre la communauté de communes : il s'agit de la commune d'Autechaux-Roide, qui appartient alors à la communauté de communes des Balcons du Lomont.
Le 1er janvier 2017, les communes sont rattachées à Pays de Montbéliard Agglomération.

## Composition
Cet EPCI se compose des onze communes suivantes :
| Nom                              | Code Insee | Gentilé       | Superficie (km2) | Population (dernière pop. légale) | Densité (hab./km2) |
| -------------------------------- | ---------- | ------------- | ---------------- | --------------------------------- | ------------------ |
| Pont-de-Roide-Vermondans (siège) | 25463      | Rudipontains  | 13,58            | 4 261 (2013)                      | 314                |
| Bourguignon                      | 25082      | Bourguignons  | 5,56             | 962 (2014)                        | 173                |
| Dambelin                         | 25187      | Dambelinois   | 12,43            | 484 (2014)                        | 39                 |
| Écot                             | 25214      | Escotais      | 11,02            | 500 (2014)                        | 45                 |
| Feule                            | 25239      |               | 3,76             | 184 (2014)                        | 49                 |
| Goux-lès-Dambelin                | 25281      |               | 8,90             | 274 (2014)                        | 31                 |
| Neuchâtel-Urtière                | 25422      |               | 6,21             | 179 (2014)                        | 29                 |
| Noirefontaine                    | 25426      | Noirifontains | 3,35             | 395 (2014)                        | 118                |
| Rémondans-Vaivre                 | 25485      |               | 9,19             | 232 (2014)                        | 25                 |
| Solemont                         | 25548      |               | 8,09             | 165 (2014)                        | 20                 |
| Villars-sous-Dampjoux            | 25617      |               | 3,06             | 377 (2014)                        | 123                |

## Administration
Le conseil communautaire compte 21 délégués, dont dix représentent la seule commune de Pont-de-Roide.

### Présidence
Le maire de Bourguignon, Jean-Louis Noris, est élu premier président de l'intercommunalité lors de sa première réunion.
| Période      | Période  | Identité         | Étiquette | Qualité              |
| ------------ | -------- | ---------------- | --------- | -------------------- |
| janvier 2013 | En cours | Jean-Louis Noris |           | Maire de Bourguignon |